# 대구시청자미디어센터
대구시청자미디어센터는 시청자 방송제작 지원과 미디어교육 등 시청자 권익향상을 위해 2023년 12월 설립예정이며 방송통신위원회 산하 시청자미디어재단에서 운영하고 있는 기관이다. 
대구광역시 수성구 유니버시아드로 140 대구스타디움몰 1층에 위치할 예정이다. 미디어교육실, 미디어체험관, TV 스튜디오, 보이는 라디오 스튜디오, 녹음실, 편집실, 장비대여실, 다목적홀 등을 갖췄으며 
시청자 방송 프로그램 제작 지원 등 대구/경북 지역민의 미디어 참여 기회를 넓히는 지역 미디어문화 거점센터로의 역할이 기대된다.

## 연혁
- 2023년 12월 '대구광역시 수성구 유니버시아드로 140 대구스타디움몰 1층' 개관 예정